# IGI Global
Az IGI Global (korábbi nevén Idea Group, Inc.) egy magántulajdonban lévő nemzetközi kiadóvállalat székhelye Hershey, Pennsylvania , Egyesült Államok. A cég folyóiratok, könyvek, enciklopédiák, és oktatási ügyek informatika és a IT menedzsment kiadványokat állít elő. 1988-ban alakult és jelenleg ötféle márkanév alatt publikál: Information Science Reference, Medical Information Science Reference, Business Science Reference, Engineering Science Reference, és IGI Publishing.
2002-ben az IGI Global elindított egy sor elektronikus adatbázist, köztük InfoSci-Journals,  az InfoSci-Books és az InfoSci-On-Demand, később az  InfoSci-Subject Databases és a Business-Technology-Solution adatbázist. Ezek a teljes szövegű elektronikus források hozzáférést kínál IGI Global teljes gyűjteménye könyv, folyóirat, és esettanulmányok egy XML -alapú platformon.

## Bibliográfia
- "IGI Global Publishes Security Reference Books". Computers in Libraries. 27 (8). September 2007. p. 49. ISSN 1041-7915.
- "IGI Global Offers New Titles to Keep Librarians on the Cutting Edge". Computers in Libraries. 27 (10). November 2007. p. 50. ISSN 1041-7915.
- "Ingram Digital bolsters MyiLibrary content with IGI Global deal". Computers in Libraries. 29 (1). January 2009. p. 35. ISSN 1041-7915.
- Gunatilleke, Gila (July 2009). "InfoSci-Books (IGI Global)". The Charleston Advisor. 11 (1). pp. 41–43.
- Rogers, Michael (15 September 2009). "Ebrary Adds InfoSci-Books Titles from IGI Global". Library Journal. 134 (15). p. 18.
- Guz, Savannah Schroll (15 September 2009). "New from IGI Global". Library Journal. 134 (15). p. 93.
- JBS editor (December 2009). "IGI Global Premier Reference Source". Journal of Biological Systems. 17 (4). pp. 865–866.
- Rogers, Michael (January 2010). "New engine under the hood for IGI Global". Library Journal. 135 (1). p. 25.
- "SAE International and IGI Global Agree to Strategic Publishing Partnership". USA: PR Newswire. 2 February 2011.
- "EBSCO Discovery Service Adds IGI Global, Credo Content". Advanced Technology Libraries. 40 (4). April 2011. p. 9. ISSN 0044-636X.
- "Against the Grain publisher profile: IGI Global". Against the Grain. 24 (2). April 2012. p. 44.
- Free, David (September 2012). "IGI Global sponsors Charleston Conference stipend". College & Research Libraries News. 73 (8). p. 456.
- Gilson, Tom; Strauch, Katina (November 2014). "ATG Interviews: Dr. Mehdi Khosrow-Pour – President and CEO, IGI Global". Against the Grain. 26 (5). pp. 48, 50, 52. doi:10.7771/2380-176X.6855.
- Swoger, Bonnie J.M. (December 2015). "IGI Global". Library Journal. 140. p. 134.
- "IGI Global USA publishes Dr. Muhammad Wasim's research work in its latest edition". Pakistan & Gulf Economist. 8 June 2017.

## Külső hivatkozások
- Official IGI Global website